# Järpar (maträtt)

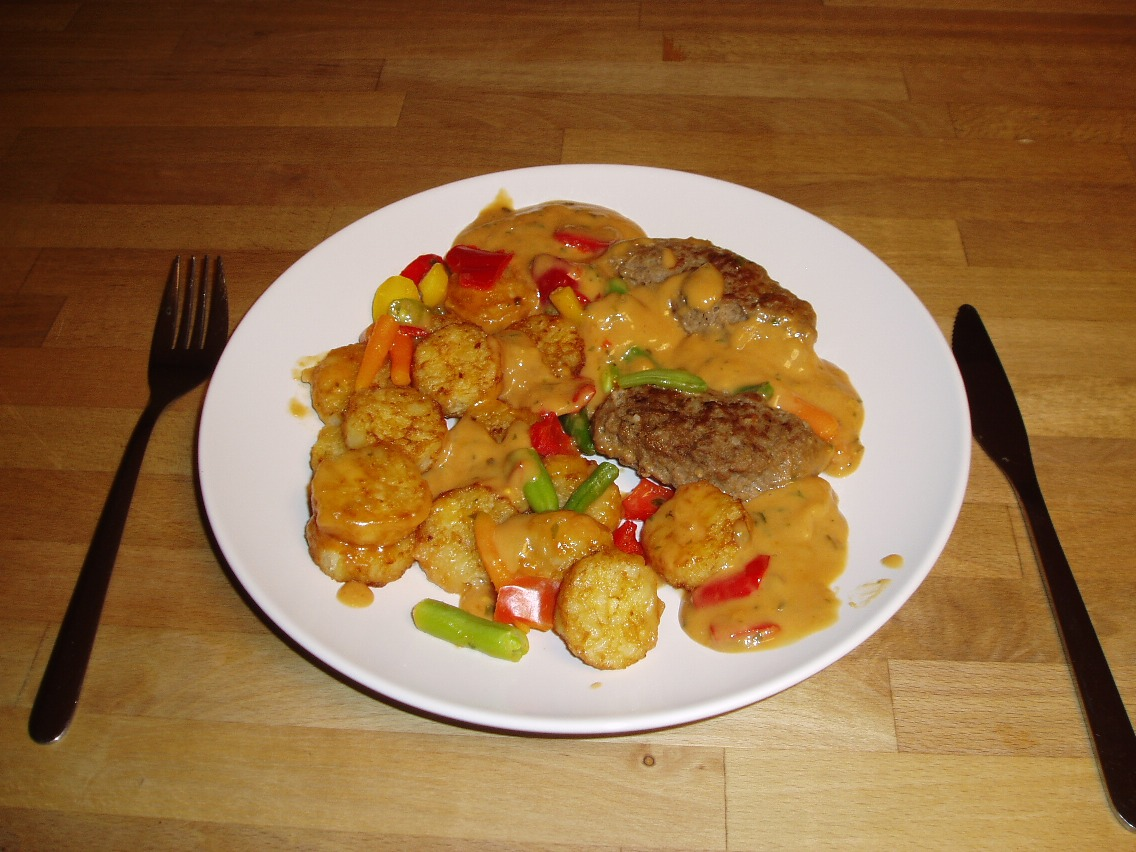
Oxjärpar med minirösti.

Järpar eller köttfärsjärpar är en typ av färsbiffar gjorda på köttfärs, liknande köttbullar och pannbiff, men vanligen med avlång form. Järpen benämns ofta efter vilket kött som ingår, till exempel oxjärpe eller kalvjärpe. Förr kunde oxjärpar syfta på maträtten oxrullader, och namnet kom av att de omsnörda köttstyckena liknade fåglar.
Järpar är en vanlig maträtt i svenska skolor, ofta serverad med potatis, lingon och sås.
Järpar kan även fyllas med exempelvis persiljesmör (persiljejärpar), vilket då ger dem en helt annan karaktär.